# Rachel Platten
Rachel Ashley Platten, blot kendt som Rachel Platten (født 20. maj 1981) er en amerikansk singer-songwriter, berømt takket være sangen Fight Song (2015).

## Diskografi

### Albummer
- Fight Song (2015)
- Wildifire (2016)